# Veles (deus)
Veles, também conhecido como Volos, é um grande deus eslavo da terra, das águas e do submundo. Ele é descrito como úmido, lanoso, peludo (barbudo), escuro, e está associado ao gado, à colheita, à riqueza, à música, à magia e à trapaça. Sua mitologia e poderes são semelhantes, embora não idênticos, a divindades como Loki e Hermes.
De acordo com a reconstrução de alguns pesquisadores, ele é oponente do deus supremo do trovão Perun. Como tal, ele provavelmente era imaginado como um dragão, que na crença dos eslavos pagãos é um ser quimérico, uma serpente que devora o gado.

## Etimologia

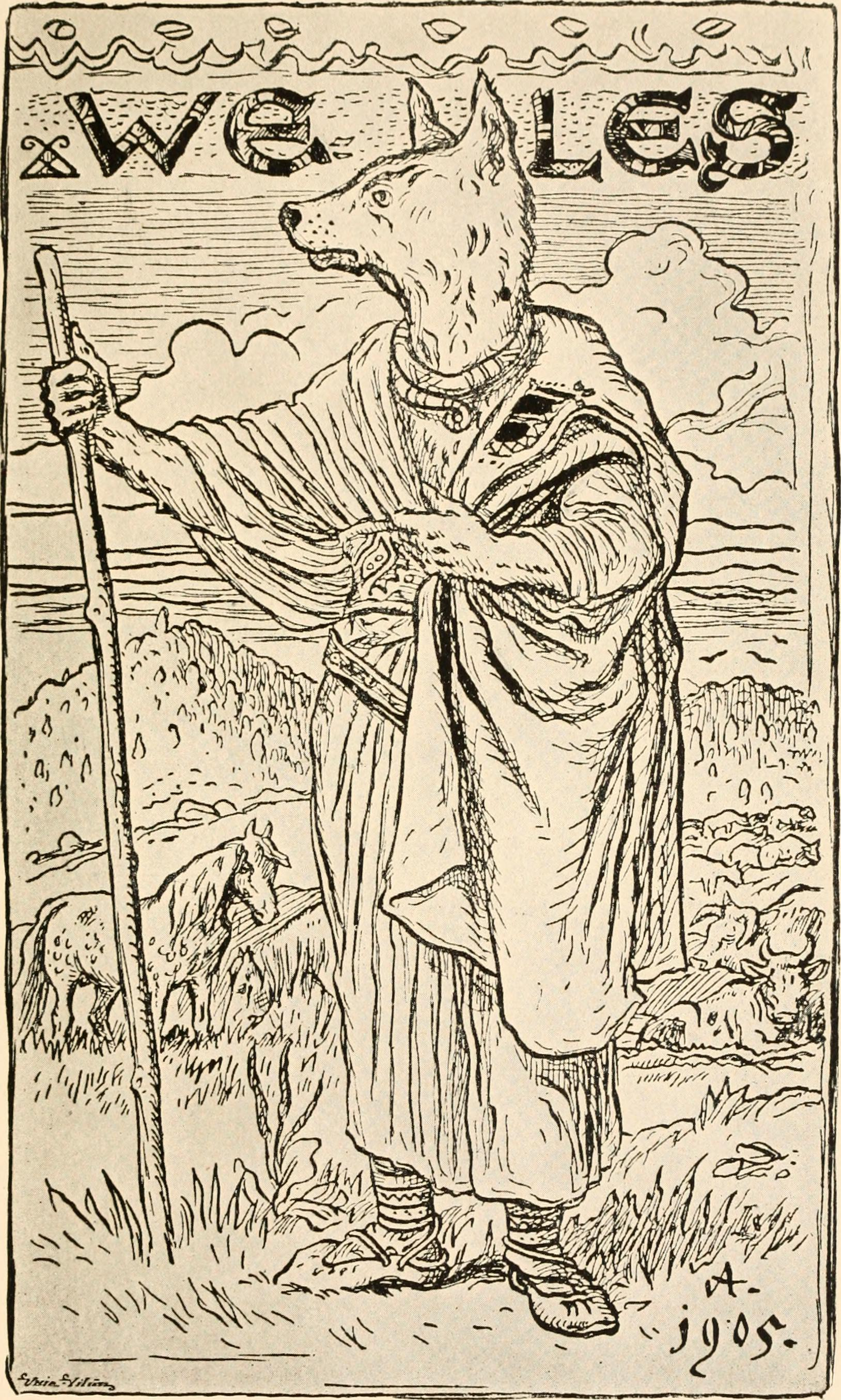
"Weles" em forma de lobo, de A Mitologia de Todas as Raças (1918)

Presumivelmente, não é possível determinar conclusivamente uma etimologia definitiva para o nome do deus Veles, embora existam várias raízes protoindo-europeias que estão intimamente relacionadas à natureza de Veles e seus domínios.
Uma possibilidade é que o nome deriva da raiz protoindo-europeia wel-, que significa lã. Isso parece plausível, pois na cosmologia eslava Veles em forma serpentina está deitado em um ninho de lã preta nas raízes da Árvore do Mundo, e Veles é o pastor dos mortos. Volos também é a palavra russa e ucraniana para "cabelo" e Veles é peludo em sua forma bestial (urso, lobo).
Há também a palavra indo-europeia woltus que significa "pasto" que é derivada da mesma raiz. Assim, Veles é o pastor dos mortos que foi imaginado a procurar os falecidos em pastos verdejantes no submundo.
Volos também pode ser uma derivação da terminologia eslava para bois, e da mesma raiz pelas leis fonéticas eslavas orientais, agora consideradas a explicação mais provável para essa forma fonética.
Presume-se que Veles seja ou represente a mesma figura que Vala, o inimigo do deus védico do trovão Indra. Outros estudos sugerem uma conexão mais próxima com personagens da mitologia báltica, como Velnias, Velns (letão) ou Vėlinas (lituano). A estudiosa Marija Gimbutas citou étimos "relacionados": veles lituano (sombras dos mortos) e Vels letão (deus do submundo), que parecem indicar a conexão de Veles com o submundo. Uma antiga palavra russa, Vlasezhelische, provavelmente se refere ao lugar onde Veles reside, "o reino subterrâneo ou uma entrada para ele".

## Deus da magia e dos músicos
De acordo com Ivanov e Toporov, o retrato de Veles como tendo uma propensão para o mal é evidente tanto por seu papel no mito da tempestade quanto nos costumes carnavalescos dos xamãs Koledari. Em seu papel como um deus trapaceiro, ele é de certa forma semelhante ao Hermes grego e ao Loki escandinavo. Ele estava ligado à magia. A palavra volhov, obviamente derivada de seu nome, em algumas línguas eslavas ainda significa feiticeiro, enquanto no épico ruteno do século XII O Conto da Campanha de Ígor, o personagem de Boyan, o mago, é chamado de neto de Veles. Acreditava-se também que Veles era o protetor dos músicos viajantes. Por exemplo, em algumas cerimônias de casamento do norte da Croácia (que continuaram até o século XX), a música não tocava a menos que o noivo, ao fazer um brinde, derramasse um pouco do vinho no chão, de preferência sobre as raízes da árvore mais próxima. O simbolismo disso é claro, embora esquecido há muito tempo por aqueles que ainda o executam: os músicos não vão cantar até que um brinde seja feito à sua divindade padroeira.

## Veles pós-cristão
Após o advento do cristianismo, Veles foi dividido em vários personagens diferentes. Como um deus do submundo e dos dragões, ele foi identificado com o Diabo. Seus traços mais benevolentes foram transformados em vários santos cristãos. Como protetor do gado, ele se associou a São Brás. Em Yaroslavl, por exemplo, a primeira igreja construída no local do santuário pagão de Veles foi dedicada a São Brás, pois o nome deste último era semelhante a Veles e ele também era considerado um patrono celestial dos pastores. Como já mencionado, em muitos contos populares eslavos orientais, ele foi substituído por São Nicolau, provavelmente porque as histórias populares do santo o descrevem como um doador de riquezas e uma espécie de trapaceiro.

## Honrarias
O Bastião de Veles na Ilha Brabante, na Antártida foi nomeado com o nome do deus Veles.